# Riberas del Río Manzanas y afluentes
Riberas del Río Manzanas y afluentes este o arie protejată (arie specială de conservare — SAC, sit de importanță comunitară — SCI) din Spania întinsă pe o suprafață de 422,98 ha, integral pe uscat.

## Localizare
Centrul sitului Riberas del Río Manzanas y afluentes este situat la coordonatele 41°42′18″N 6°24′51″W / 41.7049°N 6.4141°V.

## Înființare
Situl Riberas del Río Manzanas y afluentes a fost declarat sit de importanță comunitară în februarie 2004 pentru a proteja 13 specii de animale. Situl a fost protejat și ca arie specială de conservare în septembrie 2015.

## Biodiversitate
Situată în ecoregiunea mediteraneană, aria protejată conține 16 habitate naturale: Păduri termofile cu Fraxinus angustifolia, Râuri mediteraneene cu debit permanent și vegetație de Glaucium flavum, Pante stâncoase silicioase cu vegetație casmofită, Lacuri eutrofice naturale cu vegetație de tip Magnopotamion sau Hydrocharition, Liziere de ierburi înalte hidrofile de câmpie și de nivel montan până la alpin, Cursuri de apă de la nivel de câmpie la nivel montan, cu vegetație Ranunculion fluitantis și Callitricho-Batrachion, Pajiști cu Molinia pe soluri calcaroase, turboase sau argilos-nămoloase (Molinion caeruleae), Păduri aluvionare cu Alnus glutinosa și Fraxinus excelsior (Alno-Padion, Alnion incanae, Salicion albae), Pajiști uscate europene, Pajiști umede mediteraneene cu ierburi înalte de Molinio-Holoschoenion, Formațiuni ierboase bogate în specii de Nardus, dezvoltate pe substraturi silicioase în zone montane (și în zone submontane, în Europa continentală), Păduri de Quercus ilex și Quercus rotundifolia, Pajiști umede atlantice temperate cu Erica ciliaris și Erica tetralix, Păduri de Castanea sativa, Păduri de stejar galițio-portugheze cu Quercus robur și Quercus pyrenaica, Lacuri și iazuri distrofice naturale.
La baza desemnării sitului se află mai multe specii protejate:
- amfibieni (1): Discoglossus galganoi
- mamifere (5): liliac cârn (Barbastella barbastellus), Galemys pyrenaicus, vidră de râu (Lutra lutra), liliacul mare cu potcoavă (Rhinolophus ferrumequinum), liliacul mic cu potcoavă (Rhinolophus hipposideros)
- nevertebrate (2): Austropotamobius pallipes, Oxygastra curtisii
- pești (3): Achondrostoma arcasii, Pseudochondrostoma duriense, Rutilus alburnoides
- reptile (2): Lacerta schreiberi, Mauremys leprosa

Pe lângă speciile protejate, pe teritoriul sitului au mai fost identificate 4 specii de plante, 5 specii de amfibieni, 16 specii de mamifere, 2 specii de pești.